# 5384 Changjiangcun
5384 Changjiangcun este o planetă minoră (asteroid), cu un diametru de 8,242 km, din centura de asteroizi. A fost descoperită pe 11 noiembrie 1957 la Observatorul de pe Muntele Purpuriu⁠(d) de Zhang Jiaxiang⁠(d). 
Obiectul prezintă o orbită caracterizată de o semiaxă mare de 1,9358142 UAi, o excentricitate de 0,1, o înclinație de 27,0912 ° în raport cu ecliptica.